# العلاقات الأوغندية الغينية
العلاقات الأوغندية الغينية هي العلاقات الثنائية التي تجمع بين أوغندا وغينيا.

## مقارنة بين البلدين
هذه مقارنة عامة ومرجعية للدولتين:
| وجه المقارنة                                              | أوغندا                        | غينيا       |
| --------------------------------------------------------- | ----------------------------- | ----------- |
| المساحة (كم2)                                             | 241.04 ألف                    | 245.86 ألف  |
| عدد السكان (نسمة)                                         | 42.86 مليون                   | 12.72 مليون |
| الكثافة السكانية (ن./كم²)                                 | 177.81                        | 51.74       |
| العاصمة                                                   | كامبالا                       | كوناكري     |
| اللغة الرسمية                                             | لغة إنجليزية، اللغة السواحلية | لغة فرنسية  |
| العملة                                                    | شيلينغ أوغندي                 | فرنك غيني   |
| الناتج المحلي الإجمالي (بليون دولار)                      | 25.89 مليار                   | 10.50 مليار |
| الناتج المحلي الإجمالي (تعادل القوة الشرائية) بليون دولار | 72.25 مليار                   | 15.24 مليار |
| الناتج المحلي الإجمالي الاسمي للفرد دولار أمريكي          | 705                           | 531         |
| الناتج المحلي الإجمالي للفرد دولار أمريكي                 | 1.77 ألف                      | 1.22 ألف    |
| مؤشر التنمية البشرية                                      | 0.483                         | 0.411       |
| رمز المكالمات الدولي                                      | +256                          | +224        |
| رمز الإنترنت                                              | .ug                           | .gn         |
| المنطقة الزمنية                                           | ت ع م+03:00                   | 00          |

## منظمات دولية مشتركة
يشترك البلدان في عضوية مجموعة من المنظمات الدولية، منها:
| علم المنظمة | اسم المنظمة                                 | تاريخ انضمام أوغندا | تاريخ انضمام غينيا |
| ----------- | ------------------------------------------- | ------------------- | ------------------ |
|             | وكالة ضمان الاستثمار متعدد الأطراف          | 10 يونيو 1992       | 5 أكتوبر 1995      |
|             | الأمم المتحدة                               | 25 أكتوبر 1962      | 12 ديسمبر 1958     |
|             | الفريق المعني برصد الأرض                    | ?                   | ?                  |
|             | منظمة التعاون الإسلامي                      | ?                   | ?                  |
|             | منظمة حظر الأسلحة الكيميائية                | ?                   | ?                  |
|             | منظمة التجارة العالمية                      | ?                   | 25 أكتوبر 1995     |
|             | منظمة الشرطة الجنائية الدولية               | ?                   | ?                  |
|             | الاتحاد الأفريقي                            | ?                   | 1963               |
|             | البنك الإفريقي للتنمية                      | ?                   | ?                  |
|             | مؤسسة التنمية الدولية                       | 27 سبتمبر 1963      | 26 سبتمبر 1969     |
|             | يونسكو                                      | 9 نوفمبر 1962       | 2 فبراير 1960      |
|             | مجموعة دول أفريقيا والكاريبي والمحيط الهادئ | ?                   | ?                  |
|             | الاتحاد البريدي العالمي                     | ?                   | ?                  |
|             | البنك الدولي للإنشاء والتعمير               | 27 سبتمبر 1963      | 28 سبتمبر 1963     |
|             | مؤسسة التمويل الدولية                       | 27 سبتمبر 1963      | 22 أكتوبر 1982     |
|             | المركز الدولي لتسوية المنازعات الاستشارية   | 14 أكتوبر 1966      | 4 ديسمبر 1968      |

## وصلات خارجية
- موقع وزارة الخارجية الأوغندية